# 甲府バイパス

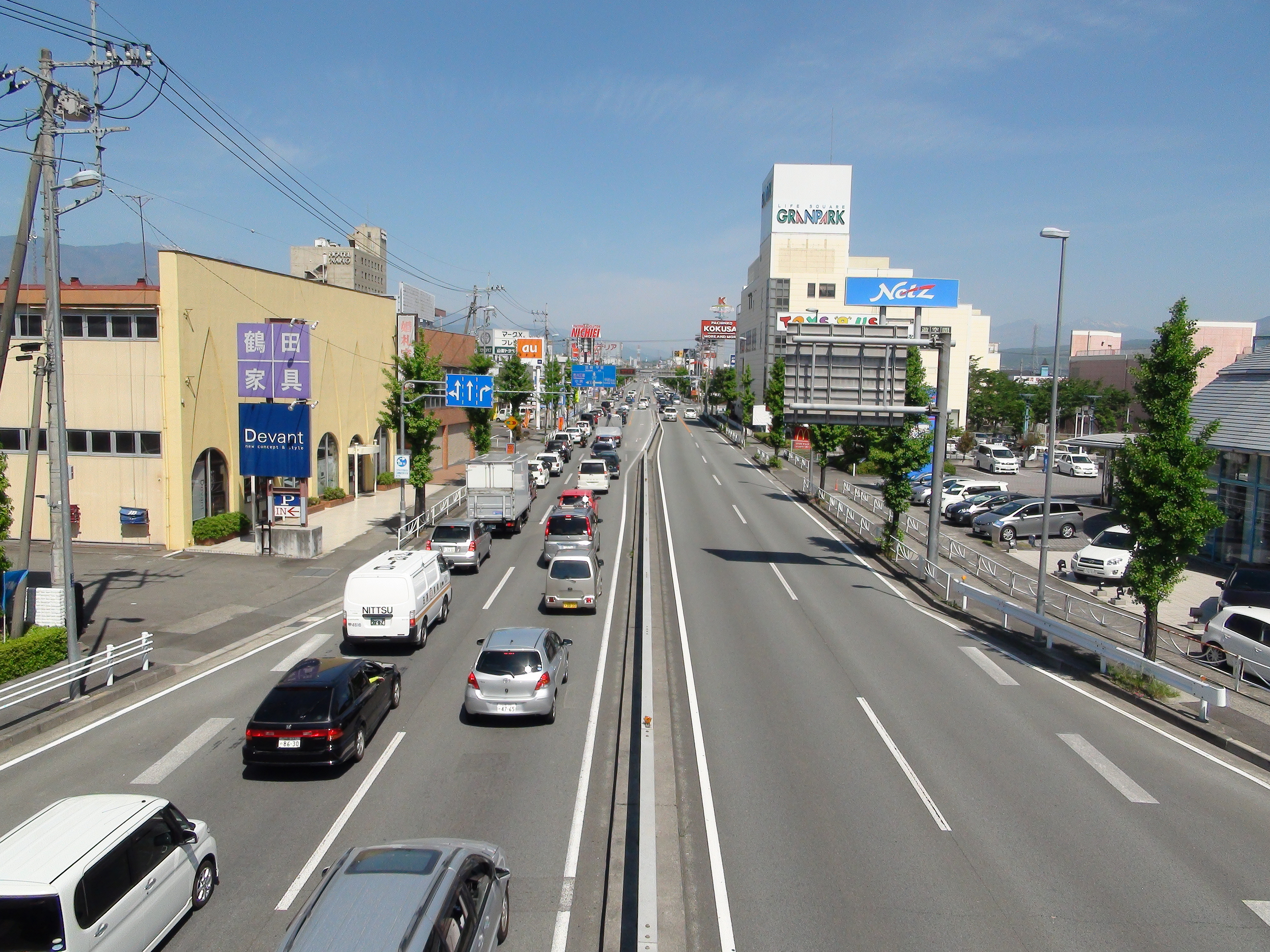
国母交差点付近

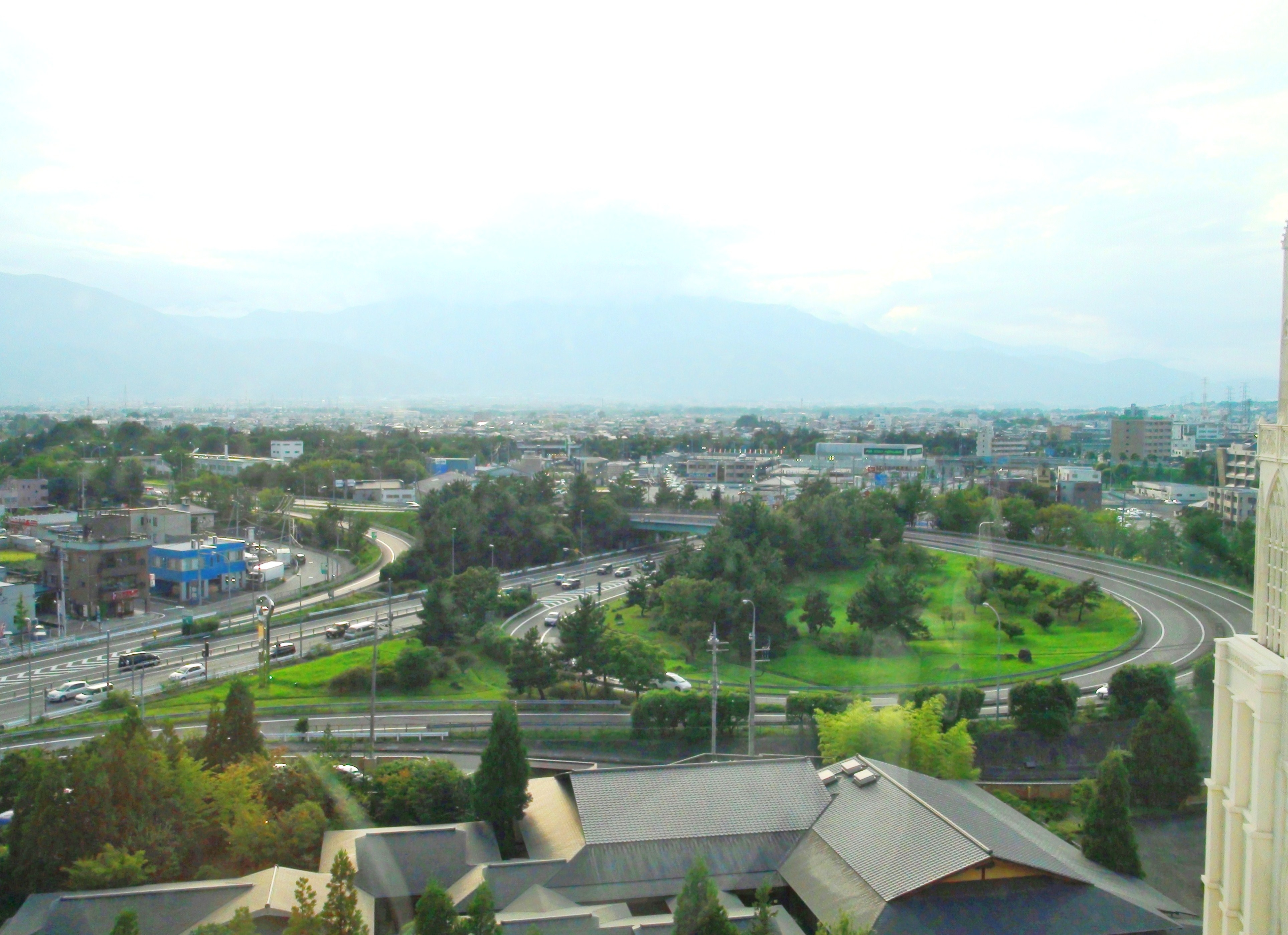
甲府バイパス甲府昭和インター付近

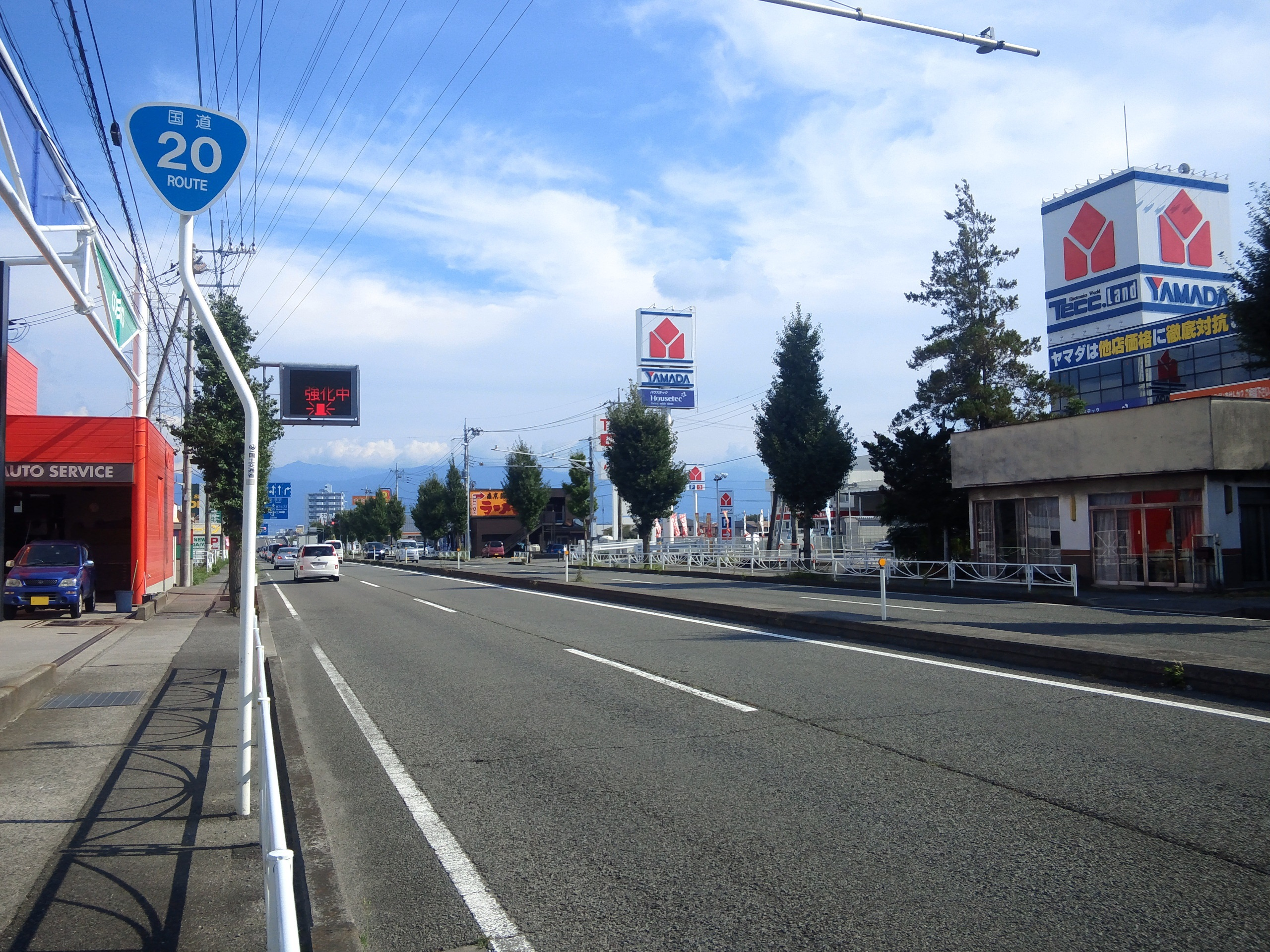
山梨県甲斐市富竹新田付近

甲府バイパス（こうふバイパス）は、山梨県笛吹市から甲府市の市街地の南側を通って、甲斐市に至る国道20号のバイパスである。

## 概要
当該道路は甲府市の市街地からはやや南に離れた郊外を通過する。それゆえ、沿線には郊外型の商業施設が多く、加えて交差点の大部分が平面交差であるため、これらが渋滞に拍車を掛ける原因のひとつになっている。過去には国母交差点のように立体交差が計画されたこともあったが、沿線住民の反対等により却下された。現在多くの交差点において車線の増加が検討されてはいるものの、用地の買収等の問題も発生しているため、実現には至っていない。

## 路線
主な交差点・立体交差
| 施設名                   | 接続路線名                              | 距離 (km) | 備考 | 所在地         |
| ------------------------ | --------------------------------------- | --------- | ---- | -------------- |
| 国道20号（勝沼バイパス） |                                         |           |      |                |
| 石和橋西詰交差点         | 国道411号（甲州街道・県道経由）         | 0.0       |      | 笛吹市         |
| 向町2交差点              | 国道140号〈和戸通り〉                   | 2.0       |      | 甲府市         |
| 上阿原町交差点           | 国道140号                               | 2.6       |      | 甲府市         |
| 中小河原交差点           | 県道29号甲府中央右左口線                | 6.4       |      | 甲府市         |
| 中小河原立体             | 国道358号                               |           |      | 甲府市         |
| 国母立体                 | 県道3号甲府市川三郷線                   |           |      | 甲府市         |
| 国母交差点               | 県道3号甲府市川三郷線〈昭和バイパス〉   | 8.5       |      | 甲府市         |
| 甲府昭和IC               | E20中央自動車道                         |           |      | 中巨摩郡昭和町 |
| 徳行立体                 | 県道5号甲府南アルプス線〈アルプス通り〉 | 9.4       |      | 甲府市         |
| 竜王立体                 | 国道52号〈美術館通り〉                  | 12.6      |      | 甲斐市         |
| 国道20号（竜王バイパス） |                                         |           |      |                |

## 重複区間
- 国道140号（向町2交差点 - 上阿原町）

## 歴史
現在の国道411号城東通りと国道52号美術館通りがかつての国道20号であった。国道20号がまだ国道8号線であった戦後間もない頃、甲府空襲の戦災復興都市計画の街路の一つに、善光寺駅前から甲府刑務所（現在の甲府市立善誘館小学校）の北側へと緩やかなカーブを描き、そこから荒川橋まで直線で抜ける「国道八号線市内線」と名付けられた幅員36mの道路が計画されていたが、住民の反対に遭い頓挫している。そのため城東通りと美術館通りは古くからの城下町特有の狭小道路のままとなっていた（美術館通りに関してはその後、甲府市の寿宝地区土地区画整理事業と国土交通省の国道52号寿町拡幅事業によって、幅員22mまで拡幅されている）。特に城東通りでは「かねんて」と呼ばれるクランク状の箇所が複数存在しており、「かねんて渋滞」と呼ばれる渋滞が常態化していた（「かねんて」の名は駅名（金手駅）としても残っている）。これらの狭小市街地区間を迂回するため、市街地の南部をV字状に迂回して竜王バイパスへと接続するバイパスとして計画されたのが甲府バイパスである。
- 1971年（昭和46年） - 2車線で供用開始。
- 1974年（昭和49年） - 4車線化。

## 注意
向町2交差点、国母交差点は朝夕を中心に渋滞が発生しやすく、それに伴う事故も多い。また、休日などはWINS石和（場外馬券場）周辺が非常に混雑し、これが、甲府バイパスの渋滞に波及することもある。